# Two Weeks Notice
Two Weeks Notice (Brasil: Amor à Segunda Vista / Portugal: Amor Sem Aviso) é um filme de comédia romântica de 2002 estrelado por Hugh Grant e Sandra Bullock e distribuido pela Warner Bros. Pictures. O filme foi escrito e dirigido por Marc Lawrence. Embora a resposta foi mista, o filme recebeu uma temporada de sucesso de bilheteria, tanto nos Estados Unidos e no mundo.

## Enredo

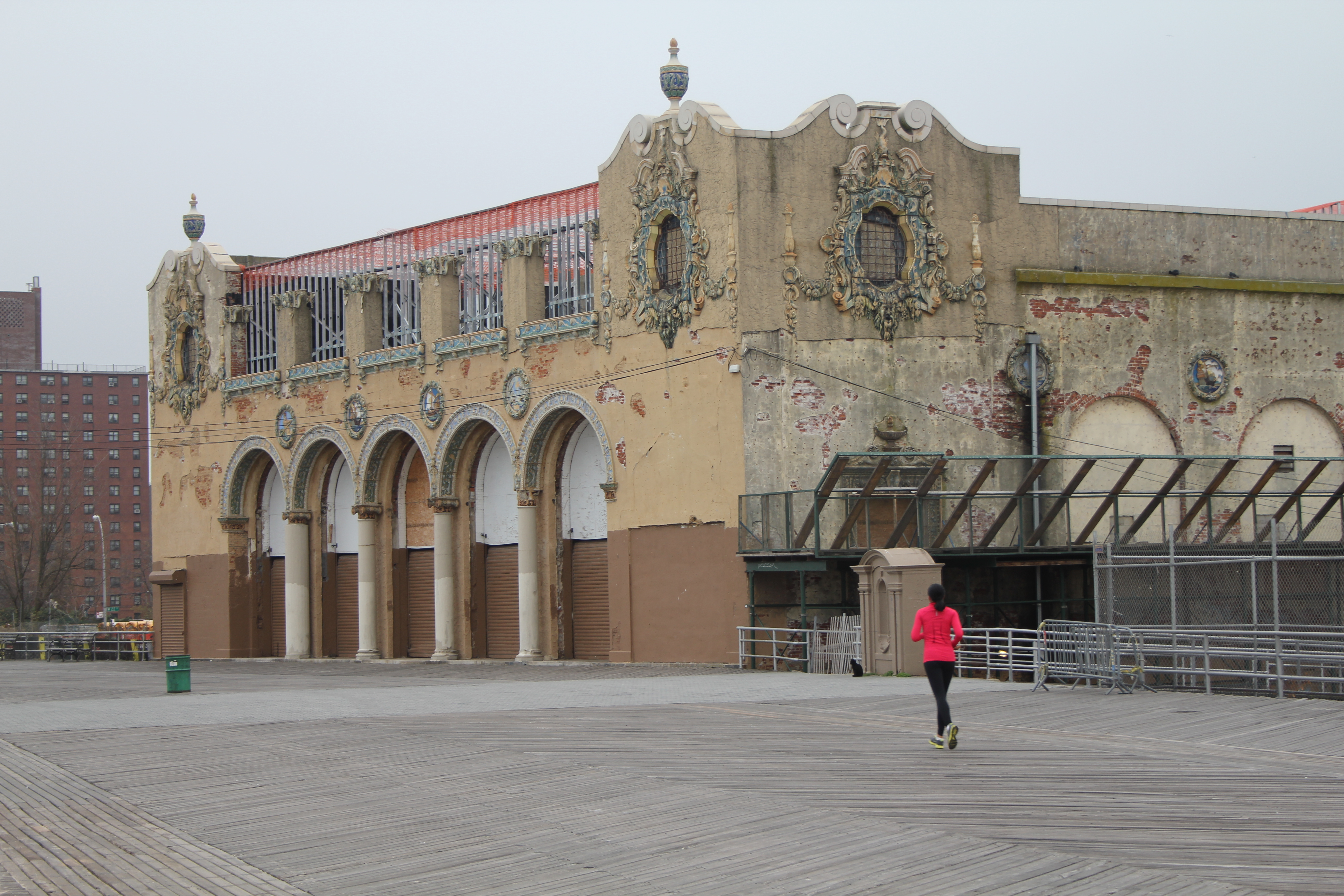
O "centro comunitário de Coney Island" que Lucy quer preservar era na verdade um restaurante Childs na West 21st Street. Foi declarado um marco de Nova York um mês após a estréia deste filme. Fechou mais tarde (esta é uma foto de 2013) e, após a reforma, faz parte do Anfiteatro Ford em Coney Island.

Lucy Kelson (Sandra Bullock) é uma advogada liberal que é especialista em direito ambiental, em Nova York. George Wade (Hugh Grant) é um bilionário magnata imaturo do mercado de setor imobiliário que tem quase tudo e sabe quase nada. Trabalho e dedicação aos outros difícil de Lucy contrastam com imprudência e ganância cansado da vida de George.
Lucy encontra George, em uma tentativa de parar a destruição do centro comunitário Coney Island de sua infância. Ele tenta contratá-la para substituir sua antiga Diretora Jurídica, Amber. Ela sabe de suas tendências de playboy, mas ele promete proteger o centro da comunidade, se ela trabalha para ele.
Ela logo descobre que o que ele realmente necessita é um conselho em todos os aspectos de sua vida. Ela se torna sua ajudante indispensável, e ele a chama para cada pequena coisa. Ela finalmente se cansa de a situação e lhe dá aviso de duas semanas de sua demissão depois que ele envia-lhe uma mensagem de uma "emergência", enquanto ela está no casamento de sua amiga, uma vez que a situação de emergência é, como ela descobre que ele é incapaz de escolher o que vestir para um evento. Ele está profundamente preocupado com a sua demissão e tenta convencê-la a ficar. Ele também tenta bloqueá-la de obter quaisquer outros trabalhos, como uma tentativa de fazê-la ficar. Ele, finalmente, manda ela treinar sua substituta, atraente e sedutora June Carver (Alicia Witt) , antes que ela saia. Lucy então fica com ciúmes de June, antes de ela sair.
Depois que ela se foi, George percebe que seu tempo com ela realmente mudou, como ele mantém a promessa que fez a ela no começo, mesmo que isso signifique que custa seus milhões da empresa. Enquanto isso, em seu novo trabalho, Lucy está sentindo falta dele terrivelmente. Ele vai em busca dela, e eles confessam seus sentimentos um pelo outro. O filme termina com Lucy pedindo para pegar suas coisas em seu apartamento com George fazendo piadas sobre o tamanho do apartamento. Normalmente, quando ela ordena e é perguntado quantos, Lucy responde: "um", mas desta vez, com um sorriso malicioso, Lucy responde: "isso é para dois".

## Elenco
- Hugh Grant como George Wade
- Sandra Bullock como Lucy Kelson
- Alicia Witt como June Carver
- Dana Ivey como Ruth Kelson
- Robert Klein como Larry Kelson
- Heather Burns como Meryl Brooks
- David Haig como Howard Wade
- Dorian Missick como Tony
- Joseph Badalucco Jr. como Joseph Badalucco
- Jonathan Dokuchitz como Tom Brooks
- Sharon Wilkins como Polly St. Clair
- Bill Bowers como Mime
- Veanne Cox como Melanie Corman
- Janine LaManna como Elaine Cominsky
- Iraida Polanco como Rosario
- Charlotte Maier como Helen Wade
- Katheryn Winnick como Tiffany
- Donald Trump como ele mesmo
- Norah Jones como ela mesmo
- Mike Piazza como ele mesmo

As cenas com Mark Feuerstein foram retiradas da edição final, apesar de seu nome estar nos créditos do filme.

## Produção
Two Weeks Notice iria ser rodado no Canadá pela intenção original dos produtores, Sandra Bullock que também produziu o filme definiu que seria em Nova York, argumentando que não se pode fazer um filme sobre Nova York sem ser na própria cidade.

## Recepção
No site agregador de críticas Rotten Tomatoes, 42% das 124 avaliações dos críticos são positivas. O consenso diz: "Embora (...) não tem nada de novo a acrescentar ao gênero, Hugh Grant e Sandra Bullock tornam o filme agradável, se previsível".

## Bilheteria
O filme estreou em 2º lugar nas bilheterias dos EUA, arrecadando US$14,328,494 em sua semana de estréia, atrás de The Lord of the Rings: The Two Towers. Ele tinha um total bruto doméstico de US$93,354,851 e um total bruto global de US$199,043,242.

## Trilha sonora
A música da trilha sonora de Two Weeks Notice foi lançada em 28 de janeiro de 2003.